# Alplesspitze
L'Alplesspitze est une montagne qui s’élève à 3 149 m d’altitude dans les Hohe Tauern, en Autriche.